# Sulphur Creek Reservoir
Das Sulphur Creek Reservoir, auch Laguna Niguel Lake genannt, ist ein künstlicher See in Kalifornien. Er befindet sich im Orange County und hat eine Fläche von 18 Hektar. Die Höhe über dem Meeresspiegel beträgt 58 Meter. Der Stausee wurde im Jahr 1966 eingerichtet und wird seitdem für den Fischfang, die Wassergewinnung und auch für Freizeitaktivitäten, zum Beispiel den Bootsverleih, genutzt. Gerade in den Ferienzeiten und im Sommer herrscht daher eine hohe Touristenfrequenz. Das Orange County ist auch der Auftraggeber für den Bau des künstlichen Gewässers und mit dessen Verwaltung betraut.